# Carnaval de São Bernardo do Campo
O Carnaval de São Bernardo do Campo é um dos eventos mais importantes da cidade anualmente. É considerado um carnaval de menor relativa importância regionalo que . Seus eventos principais sãos desfiles das escolas de samba e blocos carnavalescos, organizados pela UCESBC.

## Agremiações
Escola de Samba Estrela Maior
Sede bairro Alvarenga (JD Laura) cores Azul, Preto e Branco.

### GRC Fúria Negra
Sediada no bairro de Vila São José, possuindo como cores: Amarelo, preto e branco.

### GRES Renascente de São Bernardo
Sediado no bairro do Jardim Petroni, possuindo como cores: Vermelho e verde.

### Acadêmicos da Vila Vivaldi
A escola do bairro de Vila Vivaldi. apresentou em 2013, um enredo sobre o fogo, denominado de Do fogo a luz, da luz a evolução.

### Tradição da Vila
Sediada no bairro de Vila Ferreira, tendo como cores: azul, branco e amarelo.

### Império da Vila Vivaldi
A escola do bairro de Vila Vivaldi. apresentou em 2013, um enredo sobre o amor, denominado de Amor... Dádiva do Criador... Essencial em nossas vidas .. tendo como intérprete: Fabinho Ribeiro, da Difícil é o Nome  e Augusto Oliveira, conhecido no Carnaval Paulista, como seu carnavalesco . sendo campeã do Grupo 1

## Ligas de carnaval

### UESSBC
União Cultural das Escolas de Samba de São Bernardo do Campo - UESSBC, fundada em 23 de Outubro de 2001 é a liga responsável pelo Carnaval de São Bernardo do Campo. onde organiza os desfiles das escolas de samba e blocos carnavalescos. sendo uma das que fundaram a Liga das Ligas do Grande ABC. assim como ocorreu em São Paulo, alguns dissidentes findaram a Super Liga.

### Superliga-SBC
Assim como ocorreu em São Paulo, foi criada por escolas dissidentes da UCESBC, que eram menosprezados na plenária da anterior entidade. contam com algumas das principais escolas de samba de São Bernardo do Campo, tendo inclusive administrado junto com a UCESBC o carnaval de São Bernardo.